# مقاطعة شاستا (كاليفورنيا)
مقاطعة شاستا (بالإنجليزية: Shasta County)‏ هي إحدى مقاطعات ولاية كاليفورنيا في الولايات المتحدة الأمريكية.

## أعلام
- ويليام كانون